# Castell de Castellnou

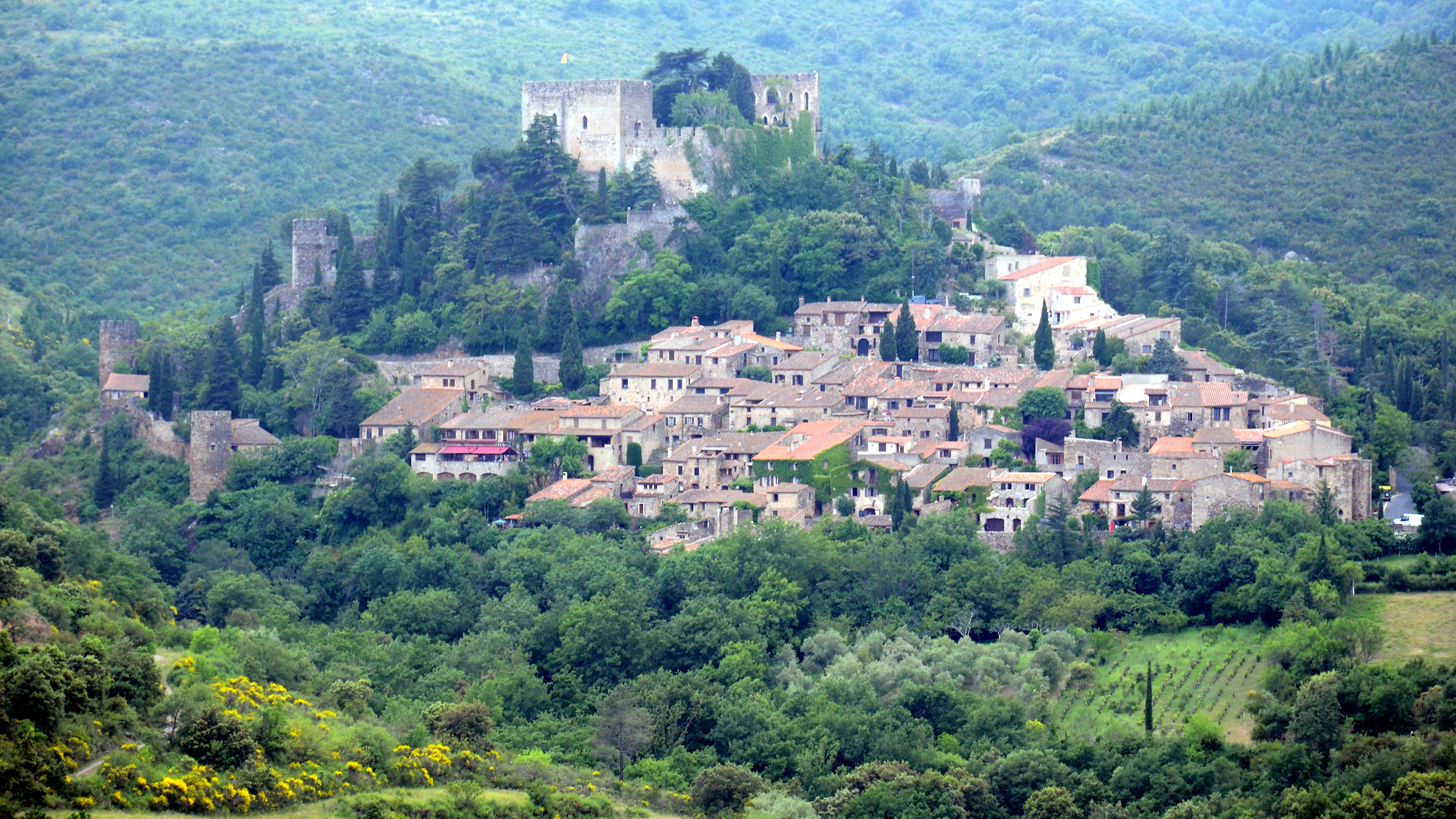
El castell i el poble de Castellnou

El Castell de Castellnou es troba damunt mateix del poble de Castellnou dels Aspres, a la comarca del Rosselló, Catalunya Nord.
És un castell molt turístic i se'n paga l'entrada, per a visitar-lo. Està situat a dalt del turó amb el vilatge al seu voltant, sobretot en l'arc est-nord. Fou construït l'any 990 pel senyor de Castellnou.
Uns 300 metres al nord del castell hi ha, al cim d'un turó, una torre circular que pertanyia al sistema defensiu del castell. Als peus del castell es troba el poble fortificat del mateix nom, que conserva les seves muralles completes; aquestes muralles enllacen en els dos extrems amb la muralla del castell.

## Història
El castell, origen del poble, fou construït vers 988-990 en el moment del repartiment dels dominis del Comtat de Cerdanya entre els tres fills primogènits del comte Oliba Cabreta: Bernat Tallaferro, Guifred i Oliba. El lloc actual de Castellnou formava part de l'antic territori de Cameles, i des d'aquell moment esdevingué la capital del nou vescomtat, de primer anomenat de Vallespir. després de Castellnou. Oliba, esmentat el 993, en fou el primer vescomte; aquest Oliba era probablement el setè fill del senyor de Cameles el 941, Ansemund. El segon titular fou Guillem I, fill de Sentill i net de l'anteriorment esmentat Ansemund. Els vescomtes de Castellnou tenien domini sobre un territori bastant extens, el dels castells i llocs de Cameles, Castellnou, Corbera, Croanques, Montferrer, Pontellà, Sant Feliu d'Amunt, Sant Feliu d'Avall, Teulís, als quals el segle xiii es va afegir Ceret.
Ben bé fins entrat el segle xii Castellnou era inclòs dins del territori de la parròquia de Sant Feliu de Cameles, i l'església de Sant Pere de Castellnou, esmentada el 1021 en el testament del comte Bernat Tallaferro de Besalú, fou dotada d'una comunitat de canonges agustins dependents de Sant Ruf d'Avinyó.
La família de Castellnou fou una de les més importants del Rosselló; el castell va ser pres per assalt el 1276 per Jaume II de Mallorca, ja que Jaspert V de Castellnou era partidari de Pere II de Catalunya-Aragó. El 1293, però, Jaspert V de Castellnou el recuperà, i el va mantenir fins a la seva mort, esdevinguda el 1321. En aquell moment, el vescomtat fou suprimit per Sanç de Mallorca, i el substituí una simple baronia, que va estar en mans d'una branca lateral dels Castellnou, els descendents de Dalmau I de Castellnou, germà de Jaspert. El 1373 el darrer de Castellnou, Berenguer, vengué el títol als Fenollet, vescomtes d'Illa, els quals continuaren utilitzant el títol de vescomte, sobretot quan també obtingueren el vescomtat de Canet.
Ja en època moderna, la baronia passà a mans dels Perellós, els quals la van vendre el 1567 als Llupià, que en foren titulars ja fins a la Revolució Francesa.
El castell fou abandonat a la Revolució Francesa, després d'haver estat saquejat. Va ser restaurat el 1897 i, després de passar per diverses mans, com les del periodista Charles-Emmanuel Brousse, patí un incendi el 1981 que malmeté el conjunt. Fou comprat el 1987 per una societat privada que el restaurà i, d'aleshores ençà, s'encarrega de la conservació i explotació turística de la fortificació medieval.

## Arquitectura
Malgrat les refaccions interiors, el castell conserva els elements essencials del seu recinte exterior, sense torres de defensa, arrapat a la roca escarpada superior del turó. No tenia ni finestres ni espitlleres, cap a l'exterior: les que hi ha actualment són fruit de les reformes experimentades pel castell en diferents moments de la història, com les de finals del segle xix. La part més antiga és l'angle sud-est del recinte, i presenta una forma pentagonal. A la zona meridional hi ha una gran sala dels segles xiii i principis del XIV, i a la nord-oest, una sala del XIV que ocupa el lloc de l'antiga capella de Sant Pere de Castellnou, de la qual es conserven poques restes.
La sala del costat de migdia, accessible per una escala, era coberta amb volta de canó, i es coneixia tradicionalment com a Sala de l'homenatge. Sota seu, així com sota la sala del nord-oest, hi ha una sala en dos nivells coberta amb arcs de mig punt.
Als llocs on es veu l'aparell primitiu del castell, com en algunes parets del costat sud, es pot apreciar una construcció de vers l'any 1000, que correspondria a l'edifici original. Hi ha fragments de mur fets amb pedra d'esquist, i d'altres en forma d'espina de peix. Les muralles exteriors presenten almenys tres nivells diferents: damunt del mur original, hi ha trams en què foren sobrealçades en diferents moments de la història; una, amb carreus de pedra calcària, i el superior amb pedres d'esquist.
Les formes constructives fan veure que la part occidental del castell feia funcions de mirador o torrassa. Al centre del recinte hi ha, a més, una gran roca natural, que podria haver estat els fonaments d'una torre de guaita. La planta del castell, malgrat totes les modificacions posteriors, correspon sens dubte a la planta original.